# Hypercompe obliterata
Hypercompe obliterata är en fjärilsart som beskrevs av Walker 1855. Hypercompe obliterata ingår i släktet Hypercompe och familjen björnspinnare. Inga underarter finns listade i Catalogue of Life.